# Wilhelm Maier (Mathematiker)
Wilhelm Maier (vollständiger Name: Wilhelm Erwin Otto Maier) (* 4. Januar 1896 in Neuenbürg; † 10. April 1990 in Winnenden, Baden-Württemberg) war ein deutscher Mathematiker und Hochschullehrer.

## Leben
Der Sohn des Oberamtsmanns Wilhelm Friedrich Maier studierte nach seinem Abitur am Realgymnasium Ulm ab 1918 an den Universitäten von Tübingen, Berlin und Göttingen. Wie sein Vater und sein Bruder Helmuth Maier wurde er Mitglied der Verbindung Normannia Tübingen.
1922 schloss er seine Studien mit dem Lehramtsstaatsexamen ab und wurde Studienreferendar. Bis 1926 arbeitete er im Schuldienst. 1925 wurde er Studienassistent in Ulm.
1927 promovierte Maier an der Johann Wolfgang Goethe-Universität Frankfurt am Main zum Dr. rer. nat. mit einer Arbeit zum Thema Potenzreihen irrationalen Grenzwertes. Sein Doktorvater war Carl Ludwig Siegel. Maier wurde dann wissenschaftlicher Assistent an der Universität Frankfurt. 1929 habilitierte sich Maier ebenda mit einer Arbeit zum Thema Euler-Bernoullische Reihen. 1930 wurde Maier für 12 Monate Stipendiat des International Education Boards der Universität Chicago bei Leonard E. Dickson. Er kehrte dann 1932 kurzzeitig nach Frankfurt zurück, wo er einen Lehrauftrag für Funktionentheorie annahm.
Von 1933 bis 1935 ging er für eine Gastprofessur an die Purdue-Universität in West Lafayette, Indiana, USA. 1935 wurde er Dozent an der Albert-Ludwigs-Universität Freiburg und von 1937 bis 1946 zum ordentlichen Professor an die Universität Greifswald berufen. Eine erste Aufnahme in die NSDAP zum 1. August 1935 trat nicht in Kraft, so dass Maier sich zum 1. Mai 1937 der Partei anschloss (Mitgliedsnummer 4.025.962). Er leistete von 1939 bis 1940 und von 1943 bis 1944 Kriegsdienst.
1946 wurde er wegen der NSDAP-Mitgliedschaft aus der Universität Greifswald entlassen. 1946 bis 1948 arbeitete er an Forschungsaufträgen. 1948 wurde er außerordentlicher Professor an der Universität Rostock und 1949 ordentlicher Professor an der Friedrich-Schiller-Universität Jena. Maier wurde 1962 emeritiert.

## Forschungsthemen
Die Hauptinteressen Maiers lagen auf dem Gebiet der Analysis und der Zahlentheorie.

## Mitgliedschaften
Maier war seit 1928 Mitglied der Deutschen Mathematiker-Vereinigung. Von 1960 bis 1974 war er ordentliches Mitglied der Sächsische Akademie der Wissenschaften, ab 1974 korrespondierendes Mitglied. Maier war ab 1966 korrespondierendes Mitglied der Heidelberger Akademie der Wissenschaften.

## Doktoranden von Wilhelm Maier
| Doktorand             | Uni        | Jahr | Thema der Dissertation                                                                      |
| --------------------- | ---------- | ---- | ------------------------------------------------------------------------------------------- |
| Johannes Böhm         | Jena       | 1957 | Untersuchung des Simplexinhaltes in Räumen konstanter Krümmung beliebiger Dimension         |
| Arnd Effenberger      | Jena       | 1967 | Inhaltsbestimmung Konvexer sphärischer Simplexe                                             |
| Hans-Jürgen Glaeske   | Jena       | 1964 | Funktionalgleichungen in der Theorie der Gitterfunktionen                                   |
| Friedhelm Götze       | Jena       | 1965 | Arithmetische Anwendungen der Gitterfunktionen                                              |
| Werner Kallenbach     | Greifswald | 1939 | Über gewisse intransitive Untergruppen der linearen homogenen Gruppe in vier Veränderlichen |
| Helmut Kiesewetter    | Jena       | 1958 | Struktur linearer Funktionalgleichungen im Zusammenhang mit N. H. Abels Theorem             |
| Ekkehard Krätzel      | Jena       | 1963 | Höhere Thetafunktionen                                                                      |
| Fritz Krause          | Jena       | 1958 | Zur konformen Geometrie der dreifachen Orthogonalsysteme                                    |
| Erich Müller-Pfeiffer | Jena       | 1961 | Über Kurven, die gewissen ihrer Evolutoiden direkt ähnlich sind                             |
| Norbert Sieber        | Jena       | 1961 | Über eine Ausdehnung der Maxwellschen Darstellung der Kugelfunktionen                       |
| Heinz Toparkus        | Jena       | 1969 | Quadratsummen und Ihre Analytischen Erzeugenden                                             |
| Hans Triebel          | Jena       | 1962 | Über die Lamesche Differentialgleichung                                                     |
| Gerd Wechsung         | Jena       | 1966 | Zur Theorie der Polylogarithmen                                                             |
| Bernulf Weißbach      | Jena       | 1967 | Simplexinhalte in Räumen Konstanter Krümmung                                                |
| Karl Wellnitz         | Greifswald | 1940 | Über eine neue Fassung des Begriffs der mathematischen Wahrscheinlichkeit                   |

## Werke
- Funktionalgleichungen mit analytischen Lösungen. Vandenhoeck + Ruprecht, 1997, ISBN 3-525-40125-6, zusammen mit Helmut Kiesewetter
- Vom Erbe Bernhard Riemanns, Berlin: Akademie-Verlag, 1975
- Nichteuklidische Volumina, Berlin: Akademie-Verl., 1967
- Aus der analytischen Zahlentheorie, Berlin: Akademie-Verl., 1963
- Potenzreihen irrationalen Grenzwertes, 1926, Berlin: de Gruyter